# Si tu savais
Si tu savais è un singolo della cantante francese Shy'm, pubblicato il 17 novembre 2008 come primo estratto dal secondo album in studio Reflets.

## Video musicale
Il video musicale è stato reso disponibile in concomitanza con la pubblicazione del brano.

## Tracce
Testi e musiche di Shy'm e K.Maro.
1. Si tu savais – 3:23

## Formazione
- Shy'm – voce
- K.Maro – produzione

## Classifiche
| Classifica (2009) | Posizione massima |
| ----------------- | ----------------- |
| Belgio (Vallonia) | 40                |
| Francia           | 2                 |
| Svizzera          | 91                |